# Catargynnis sagartia
Catargynnis sagartia är en fjärilsart som beskrevs av Grose-smith 1900. Catargynnis sagartia ingår i släktet Catargynnis och familjen praktfjärilar. Inga underarter finns listade i Catalogue of Life.